# Lac de Petichet
Le lac de Petichet est l'un des quatre lacs de Laffrey, se situant au sud du  Grand lac de Laffrey, et au nord du lac de Pierre-Châtel. Il s'étend sur le territoire communal de Saint-Théoffrey. La pêche y est réglementée et le lac ne permet aucune embarcation de loisirs, seules les barques de pêche y sont autorisées.

## Géographie

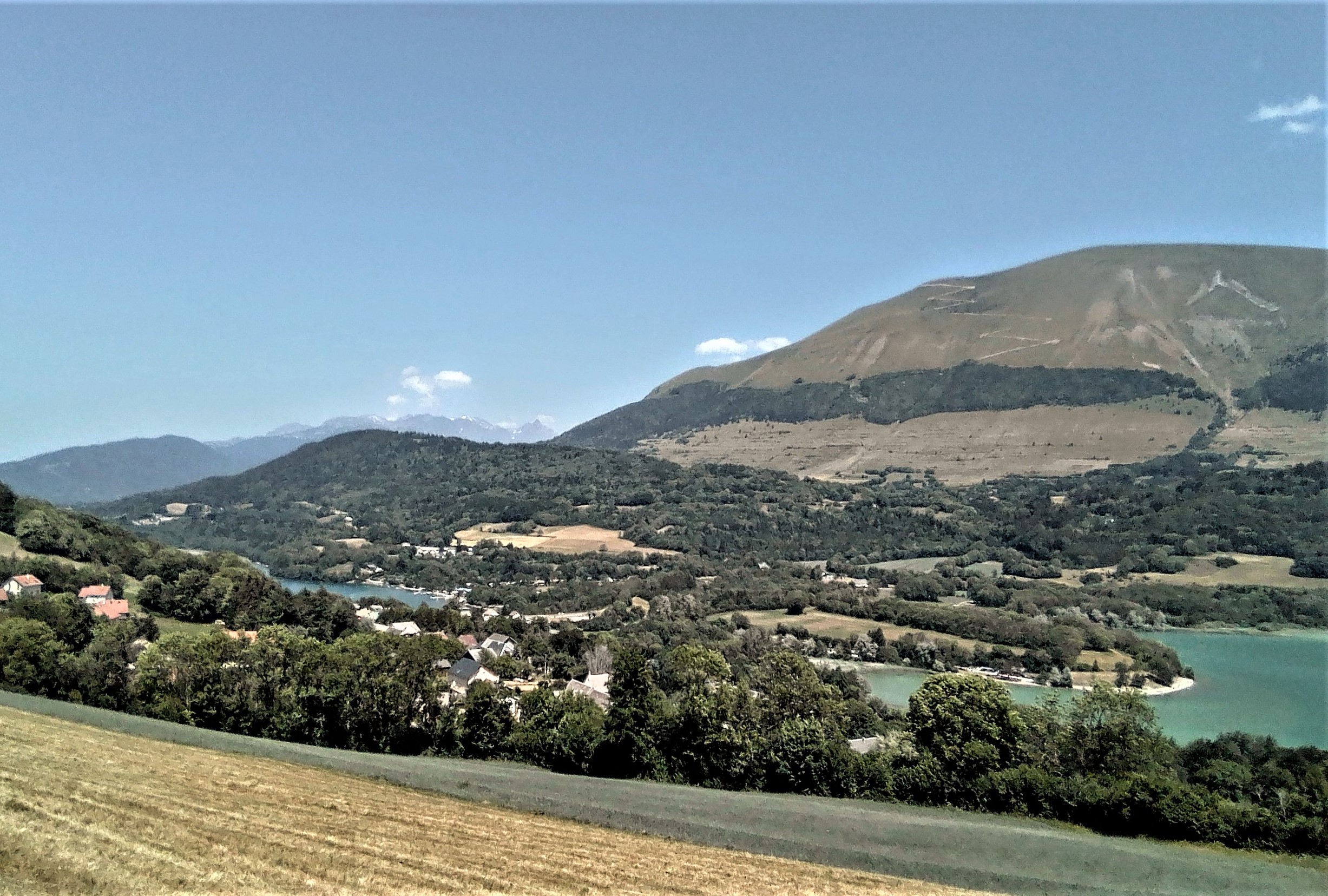
Lacs de Laffrey et de Pétichet

### Description
Comme les lacs voisins, le lac de Petichet se trouve au nord du plateau de la Matheysine à une altitude de 923 mètres, au pied du Grand Serre, un des sommets du massif du Taillefer, qui culmine à 2 121 mètres.

### Accès
Ce plan d'eau est bordé à l'ouest par la route nationale 85 (RN85) , plus connue sous le nom de « route Napoléon », et à l'est par la route départementale 115a. Le lac est alimenté entre autres par le ruisseau des Moulins qui s'y jette au nord-est à la hauteur du hameau de la Fayolle.
Sur ses berges sud, se sont développés deux hameaux de Saint-Théoffrey : les Théneaux à l'est et la Croix des Théneaux à l'ouest.

## Écologie
Ce lac du plateau matheysin est classé en ZNIEFF, tout comme le Grand lac de Laffrey et le lac Pierre-Châtel qui l'encadre. 
Le lac de Petichet est au cœur de différents milieux : des prairies humides, des marais et des tourbières, autant d'écosystèmes qui hébergent plusieurs espèces remarquables, particulièrement les marais au nord et la petite tourbière de l'ouest du lac. L'avifaune comporte notamment la Rousserolle verderolle et le Sizerin flammé. Pour ce qui est des poissons, on trouve le grand brochet et le Loche d'étang qui est une espèce quasi-menacée. Le lac de Petichet, par sa position entre le lac de Pierre-Châtel et celui de Laffrey, maintient la cohésion de cet ensemble lacustre.

## Tourisme
Plusieurs activités sont proposées aux abords du lac de Petichet :
- Au nord, la base de loisirs municipale ouverte l'été permet grâce à sa plage de profiter des eaux du lac (baignade non surveillée). Elle comporte aussi une aire de pique-nique, un bar-restaurant et une aire de jeu.
- Plusieurs randonnées sont possibles autour du lac, notamment par les sentiers de grande randonnée de pays du tour des lacs de Laffrey et du tour du Valbonnais-Beaumont qui offrent de beaux points de vue sur les lacs.
- La richesse de la faune piscicole fait qu'il est possible de pêcher dans le lac. Une association est chargée de la gestion de la navigation sur le Lac dont la propriété appartient à un privé. Les droits de pêche sont gérés par la même association. On peut y pêcher notamment, les lavarets, le brochet, la truite, la carpe, la perche....
- Un camping (camping des Mouettes) propose une cinquantaine d'emplacements en bordure du lac dans le hameau des Théneaux.